# Tuak
 (mai 2021).
Si vous disposez d'ouvrages ou d'articles de référence ou si vous connaissez des sites web de qualité traitant du thème abordé ici, merci de compléter l'article en donnant les références utiles à sa vérifiabilité et en les liant à la section « Notes et références ».

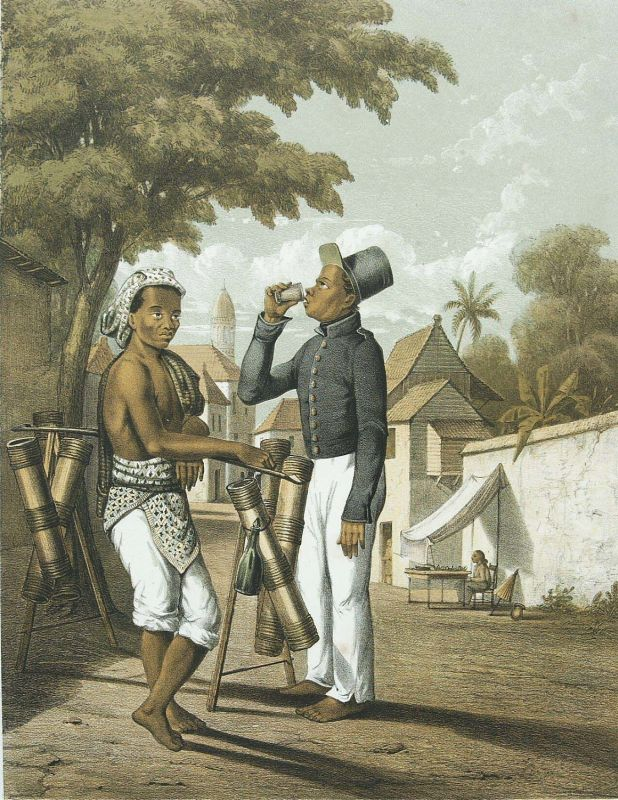
Lithographie représentant un marchand ambulant de tuak nira et un soldat indigène dans les Indes néerlandaises par Auguste van Pers (1854)

Le tuak est une bière traditionnelle à base de riz fermenté ou de palmier, de levure et de sucre.
On boit ce type de bière en Indonésie et Malaisie orientale.
C'est une boisson très populaire parmi les Ibans du Sarawak (peuple dayak), durant les festivals Gawai.